# 王文兴 (环境化学家)
王文兴（1927年10月17日—），男，汉族，安徽萧县人，祖籍山东临沂，中国环境化学家，中国工程院院士。

## 生平
1947年10月至1949年3月就读于国立安徽大学（现安徽师范大学）数学系，1952年从山东大学化学系（青岛）毕业。历任原重工业部沈阳技术干部学校教师，原化工部北京化工研究院研究室主任，山东大学环境研究院研究室主任，化工部天津化工研究院副院长，天津市环境保护办公室高级工程师，中国环境科学研究院副院长，山东大学环境研究院院长。

## 学术贡献
早年从事催化研究，1976起从事环境化学研究。是中国大气环境科学的开创者之一，中国大气化学的奠基人之一，参与了中国大气环境科研从无到有、从初创到深入的全过程，对中国大气环境立法、大气光化学污染规律和防治、煤烟型大气污染与控治、大气酸沉降化学作出了重要贡献。主持和参与多项国家科技项目，发表论文300余篇，出版著作6部，获国家科技进步奖一等奖1项、二等奖3项、三等奖1项及省部级奖多项。

## 奖项和荣誉
1999年，当选中国工程院院士。2011年，获中国环境科学学会“环境科学终身成就奖”。2014年，获第十届光华工程科技奖工程奖。

## 社会兼职
- 国家环境咨询委员会委员
- 中国国家环境与发展国际合作委员会中方委员
- 中国环境科学学会1-4届常务理事
- 中华环境奖评委会主任
- 《中国环境科学》杂志主编
- 《环境科学学报》杂志顾问
- 国际ASAAQ组织委员